# 斯泰弗森特福爾斯 (紐約州)
斯泰弗森特福爾斯（英語：Stuyvesant Falls）是位於美國紐約州哥倫比亞縣的非建制地區。

## 歷史
斯泰弗森特福爾斯的郵局自1837年營運至今。

## 地理
斯泰弗森特福爾斯所處的海拔為高於海平面64米（即210英呎），而該地所採用的時區為UTC-5，即北美东部时区（EST）。同時該地設有夏令時間，為UTC-5調快一小時，即UTC-4（EDT）。